# 18e étape du Tour de France 2006
La 18e étape du Tour de France 2006 s'est courue le 21 juillet entre Morzine et Mâcon sur une distance de 197 km.

## Profil de l'étape
Il s'agit de la 18e étape de ce Tour 2006.
- 3 ascensions

1. La côte de Châtillon-en-Michaille (5,1 km à 3,7 %, 3e catégorie) à 556 m d'altitude au km 98 ;
2. Le col du Berthiand (4,7 km à 6 %, 2e catégorie) à 780 m d'altitude au km 130,5 ;
3. La côte de Chambod (1,9 km à 6,4 %, 4e catégorie) à 437 m d'altitude au km 139,5.

- 2 sprints de bonifications

1. Au kilomètre 29,5, à La Tour ;
2. Au kilomètre 169,5, à Polliat.

## Récit
Après une tentative d’échappée manquée par Yaroslav Popovych et David Millar, 15 coureurs ont finalement réussi à se dégager du peloton.
À la suite de plusieurs attaques, trois hommes finissent par sortir du groupe à 18 km de l’arrivée (Ronny Scholz, Cristian Moreni et Matteo Tosatto). C’est Matteo Tosatto qui l’emporte au sprint devant ses 2 compagnons d’échappée.

## Classement de l'étape
| \| 1. \| Matteo Tosatto \| Italie \| en \| 4 h 16 min 15 s \| \| 2. \| Cristian Moreni \| Italie \| + \| m.t. \| \| 3. \| Ronny Scholz \| Allemagne \| \| 2 s \| \| 4. \| Manuel Quinziato \| Italie \| \| 47 s \| \| 5. \| Sébastien Hinault \| France \| \| 1 min 03 s \| \| 6. \| Jérôme Pineau \| France \| \| m.t. \| \| 7. \| Sylvain Calzati \| France \| \| m.t. \| \| 8. \| Benoît Vaugrenard \| France \| \| m.t. \| \| 9. \| Iñaki Isasi \| Espagne \| \| m.t. \| \| 10. \| Egoi Martínez \| Espagne \| \| m.t. \| |                   |           |    |                 |
| 1. | Matteo Tosatto    | Italie    | en | 4 h 16 min 15 s |
| 2. | Cristian Moreni   | Italie    | +  | m.t.            |
| 3. | Ronny Scholz      | Allemagne |    | 2 s             |
| 4. | Manuel Quinziato  | Italie    |    | 47 s            |
| 5. | Sébastien Hinault | France    |    | 1 min 03 s      |
| 6. | Jérôme Pineau     | France    |    | m.t.            |
| 7. | Sylvain Calzati   | France    |    | m.t.            |
| 8. | Benoît Vaugrenard | France    |    | m.t.            |
| 9. | Iñaki Isasi       | Espagne   |    | m.t.            |
| 10. | Egoi Martínez     | Espagne   |    | m.t.            |

- Prix de la combativité : Levi Leipheimer  États-Unis

## Classement général
| \| 1. \| Óscar Pereiro \| Espagne \| en \| 84 h 33 min 04 s \| \| 2. \| Carlos Sastre \| Espagne \| + \| 12 s \| \| DSQ \| Floyd Landis \| États-Unis \| \| 30 s \| \| 3. \| Andreas Klöden \| Allemagne \| \| 2 min 29 s \| \| 4. \| Cadel Evans \| Australie \| \| 3 min 08 s \| \| 5. \| Denis Menchov \| Russie \| \| 4 min 14 s \| \| 6. \| Cyril Dessel \| France \| \| 4 min 24 s \| \| 7. \| Christophe Moreau \| France \| \| 5 min 45 s \| \| 8. \| Haimar Zubeldia \| Espagne \| \| 8 min 16 s \| \| 9. \| Michael Rogers \| Australie \| \| 12 min 13 s \| |                   |            |    |                  |
| 1. | Óscar Pereiro     | Espagne    | en | 84 h 33 min 04 s |
| 2. | Carlos Sastre     | Espagne    | +  | 12 s             |
| DSQ | Floyd Landis      | États-Unis |    | 30 s             |
| 3. | Andreas Klöden    | Allemagne  |    | 2 min 29 s       |
| 4. | Cadel Evans       | Australie  |    | 3 min 08 s       |
| 5. | Denis Menchov     | Russie     |    | 4 min 14 s       |
| 6. | Cyril Dessel      | France     |    | 4 min 24 s       |
| 7. | Christophe Moreau | France     |    | 5 min 45 s       |
| 8. | Haimar Zubeldia   | Espagne    |    | 8 min 16 s       |
| 9. | Michael Rogers    | Australie  |    | 12 min 13 s      |

## Classements annexes
| Classement     | Coureur                    | Total             |
| -------------- | -------------------------- | ----------------- |
| points         | Robbie McEwen Australie    | 254 pts           |
| montagne       | Michael Rasmussen Danemark | 163 pts           |
| meilleur jeune | Damiano Cunego Italie      | 84 h 50 min 22 s  |
| équipe         | T-Mobile Allemagne         | 253 h 49 min 15 s |

## Sprint intermédiaires
1er Sprint intermédiaire de La Tour (29,5 km)
| Premier   | Yaroslav Popovych Ukraine | 6 pts et 6 s |
| Second    | David Millar Royaume-Uni  | 4 pts et 4 s |
| Troisième | Robbie McEwen Australie   | 2 pts et 2 s |

2e Sprint intermédiaire de Polliat (169,5 km)
| Premier   | Levi Leipheimer États-Unis | 6 pts et 6 s |
| Second    | Iñaki Isasi Espagne        | 4 pts et 4 s |
| Troisième | Sébastien Hinault France   | 2 pts et 2 s |

## Ascensions
Côte de Châtillon-en-Michaille, 3e catégorie (98 km)
| Premier   | Mario Aerts Belgique       | 4 pts |
| Second    | David Zabriskie États-Unis | 3 pts |
| Troisième | Sébastien Hinault France   | 2 pts |
| Quatrième | Sylvain Calzati France     | 1 pts |

Col du Berthiand, 2e catégorie (130,5 km)
| Premier   | Sylvain Calzati France  | 10 pts |
| Second    | Matteo Tosatto Italie   | 9 pts  |
| Troisième | Ronny Scholz Allemagne  | 8 pts  |
| Quatrième | Manuel Quinziato Italie | 7 pts  |
| Cinquième | Egoi Martínez Espagne   | 6 pts  |
| Sixième   | Iñaki Isasi Espagne     | 5 pts  |

côte de Chambod, 4e catégorie (139,5 km)
| Premier   | Levi Leipheimer États-Unis | 3 pts |
| Second    | Ronny Scholz Allemagne     | 2 pts |
| Troisième | Benoît Vaugrenard France   | 1 pts |